# Ethylhexylglycerin
Ethylhexylglycerin ist ein Alkylether des Glycerins, das in 3-Stellung eine 2-Ethylhexylgruppe trägt und als vicinales Diol eine primäre und eine sekundäre Hydroxygruppe aufweist. Das verzweigte Alkylglycerol Octoxyglycerin ist ein nichtionisches Tensid, das als Emulgator, Dispergiermittel und Schmiermittel, vorwiegend aber in Körperpflegemitteln und Deodorantien verwendet wird.

## Vorkommen und Darstellung
Während Etherlipide keineswegs selten in der Natur vorkommen, wie z. B. in Haifischleberöl, ist Ethylhexylglycerin eine synthetische Verbindung.
Um ein möglichst einheitliches Monoalkylierungsprodukt des 1,2,3-Triols Glycerin zu erhalten, wurden mehrere Synthesevarianten beschrieben, die teilweise von geschütztem Glycerin, wie z. B. Isopropylidenglycerin ausgingen, aber für industrielle Maßstäbe wenig geeignet sind.
Großtechnische Herstellungsverfahren gehen aus von Epichlorhydrin, das mit 2-Ethylhexanol in Gegenwart von Natriumhydroxid und einem Phasentransferkatalysator, wie z. B. Tetrabutylammoniumbromid unter Ausschluss von Wasser und Lösungsmitteln zu 2-Ethylhexylglycidylether (90 % Ausbeute) umgesetzt wird.
Die Öffnung des Oxiranrings im 2-Ethylhexylglycidylether kann sowohl alkalisch als auch sauer erfolgen und erfordert in wässrigen Medien lange Reaktionszeiten mit geringen Raum-Zeit-Ausbeuten. Dabei werden auch hochsiedende Nebenprodukte gebildet, die die Produktausbeute verringern.
In einem kontinuierlichen Verfahren wird die Ringöffnung mit schwach saurem Wasser bei 275 °C unter Druck (8 MPa) mit sehr hoher Ausbeute (99 %) und hoher Selektivität (> 97 %) durchgeführt. Das Wasser wird nach Reinigung durch Umkehrosmose zur Entfernung von Metallionen aus dem Rohrbündelreaktor, die zur Verfärbung des Produkts führen, partiell recycliert.
Eine Patentschrift beansprucht die praktisch quantitative Hydrolyse des Glycidylethers in einem Wasser/DMSO-Gemisch mit der Lewis-Säure Bortrifluorid BF3 als Katalysator zu dem 1,2-Diol Ethylhexylglycerin. Die vollständige Chlorid-Abtrennung aus dem Reaktionsansatz ist nur durch mehrfache Extraktion und Destillation möglich.
Alternativ kann Glycidol als Ausgangsmaterial dienen, das mit 2-Ethylhexanol in Gegenwart von Alkalihydroxiden zu 3-(2-Ethylhexyloxy)propan-1,2-diol reagiert.
Die unter optimalen Bedingungen mit Kaliumhydroxid als Katalysator erzielte Ausbeute von 36 % bei 100 % Umsatz an Glycidol ist jedoch unbefriedigend.

### Isomerie
Alle genannten Herstellungsverfahren liefern Ethylhexylglycerin als komplexes Isomerengemisch.

## Eigenschaften
Ethylhexylglycerin ist eine klare, farb- und geruchlose, viskose (144 mPa·s) Flüssigkeit, die sich in organischen Lösungsmitteln löst und mit vielen gebräuchlichen kosmetischen Inhaltsstoffen verträglich ist. Die Substanz ist gut hautverträglich, in Konzentrationen über 5 % jedoch augenreizend.
Wegen seiner hauterweichenden Wirkung wird Ethylhexylglycerin einer Vielzahl flüssiger und halbfester (z. B. Cremes und Salben) Hautpflegezubereitungen als Emolliens zugesetzt. In Deodorants hemmt es mikrobielles Wachstum und damit die Geruchsbildung beim Schwitzen. Die Verbindung wirkt auch als Fixativ von Parfüm. Dermatika enthalten oft Ethylhexylglycerin als Wirkverstärker für Konservierungsmittel, wie z. B. Phenoxyethanol in Konzentrationen von 0,3 bis 1 %.

## Risikobewertung
In der Literatur existieren mehrere Hinweise auf eine allergisierende Wirkung von Ethylhexylglycerin, z. B. in Sonnencremes, in einer Hautsalbe und einem Hautspray anhand von Einzelpersonen und in unterschiedlichen EHG-haltigen Zubereitungen (13 Personen im Zeitraum 1990 bis 2015).
Angesichts der unterschiedlichen Eigenschaften und daher vielfältigen Anwendungen für Ethylhexylglycerin in Körperpflege und Kosmetik über einen langen Zeitraum gibt es nur relativ wenige dokumentierte Fälle einer auf Ethylhexylglycerin zurückzuführenden Kontaktdermatitis. Der 2011 Cosmetic Ingredient Review stellt dazu fest: „CONCLUSION: The CIR Expert Panel concluded that the following cosmetic ingredients are safe in the present practices of use and concentration described in this safety assessment: • Ethylhexylglycerin.“

## Hersteller und Handelsnamen
- Schülke & Mayr, sensiva® SC 50 (enthält Ethylhexylglycerin mit α-Tocopherol als Stabilisator)
- Kaō, Penetol® GE-EH
- Thor Group Ltd., Microcare® Emollient EHG
- Inolex, Lexgard® E